# Sonata para piano n.º 12 (Schubert)

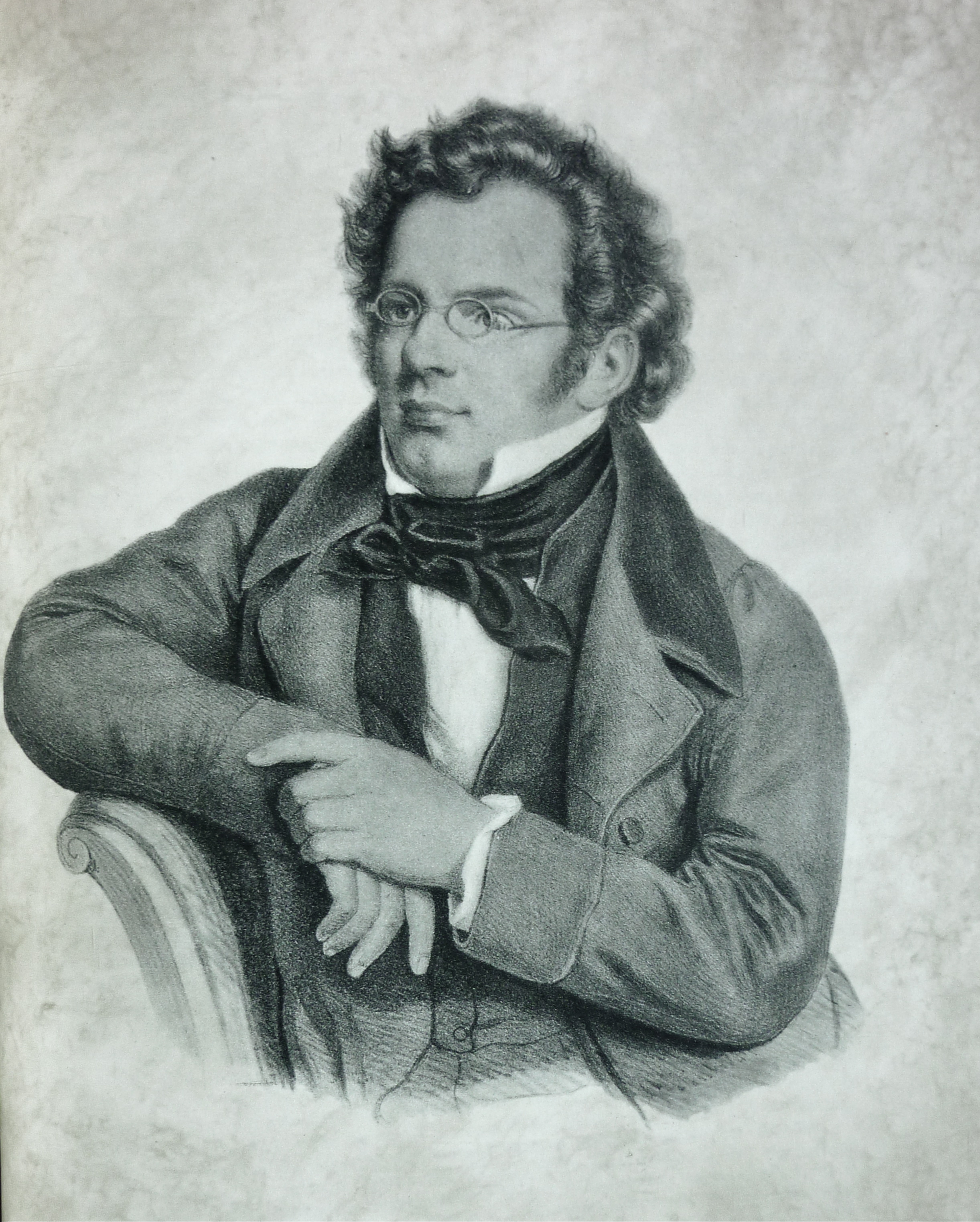
Schubert

La Sonata para piano n.º 12 en do sostenido menor, D 655, es una obra para piano solo, inacabada, compuesta por Franz Schubert en el mes de abril de 1818. Apareció publicada muchos años después de la muerte del compositor en un suplemento en la edición de Eusebius Mandyczewski de 1897; forma parte de la serie XXI (Supplement: Instrumentalmusik; Gesangsmusik).

## Movimiento único
La sonata es incompleta y consiste en un único movimiento también inacabado, puesto que fue abandonado antes de la conclusión. Otros músicos, como Howard Ferguson y Noël Lee, han intentado completar lo que Schubert dejó sin concluir.
Este movimiento fragmentario está en do# menor y sigue el esquema de la forma sonata, quedando inacabado al final de la exposición. Schubert utiliza una exposición con tres tonalidades, con un primer grupo tema en la tónica, un segundo grupo temático, primero en mi mayor (el relativo mayor) y también en sol mayor (la tonalidad dominante mayor). Inusualmente, el segundo grupo temático es cuatro veces más largo que el primero.